# Río Hyeongsan
El río Hyeongsan (en hangul, 형산강; en hanja, 兄山江; romanización revisada, Hyeongsangang; McCune-Reischauer, Hyŏngsan'gang) es un río en el sureste de Corea del Sur. Fluye desde el valle de Baeyanggol, Wolpyeong-ri, Dudong-myeon, el condado de Ulju en Ulsan hasta el Mar de Japón (Mar del Este), cubriendo una distancia de aproximadamente 62 km.
Hyeongsan fluye hacia el norte desde cerca de la frontera norte del Gran Ulsan hacia la ciudad de Gyeongju, donde ingresa a la cuenca de Gyeongju y se une al arroyo Bukcheon (북천 /北川), un importante afluente. Continúa hacia el norte hacia la ciudad de Pohang, y en Angang-eup de Pohang se le une el Gigyecheon que fluye desde el norte y gira abruptamente hacia el este. Desde allí corre hacia el este y ligeramente hacia el norte hasta que se encuentra con el Mar de Corea en el puerto de Pohang. El estuario del Hyeongsan ha sido cubierto por el desarrollo industrial masivo alrededor del puerto de Pohang, incluida la acería POSCO.

## Historia
Hyeongsan es principalmente notable por la civilización de Silla que surgió dentro de su valle, centrado en Gyeongju.
En la cuenca de Hyeongsan se han desenterrado fragmentos del periodo de la cerámica de Chulmun. Varios asentamientos importantes de Mumun surgieron a lo largo del río después del 1100 a. C., en particular Wolsan-ri y Hwangseong-dong.

## Economía
Hoy en día, Hyeongsan sigue desempeñando un papel en el transporte local, como lo ha hecho durante miles de años. Aunque hay muy poco tráfico de botes en el río, el valle del río todavía proporciona un importante corredor de transporte. Las carreteras que conectan Ulsan, Gyeongju y Pohang siguen el curso del río, al igual que el ferrocarril de pasajeros de la línea Donghae Nambu de Gyeongju a Pohang.

## Galería

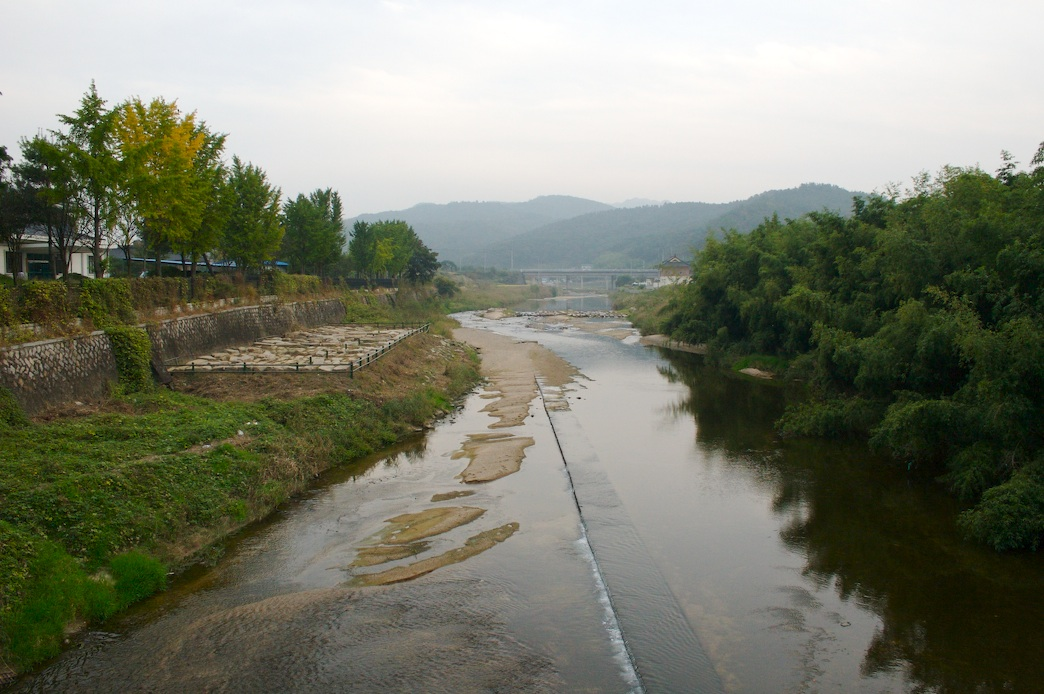
Arroyo Namcheon en Gyeongju, un afluente del río Hyeongsan
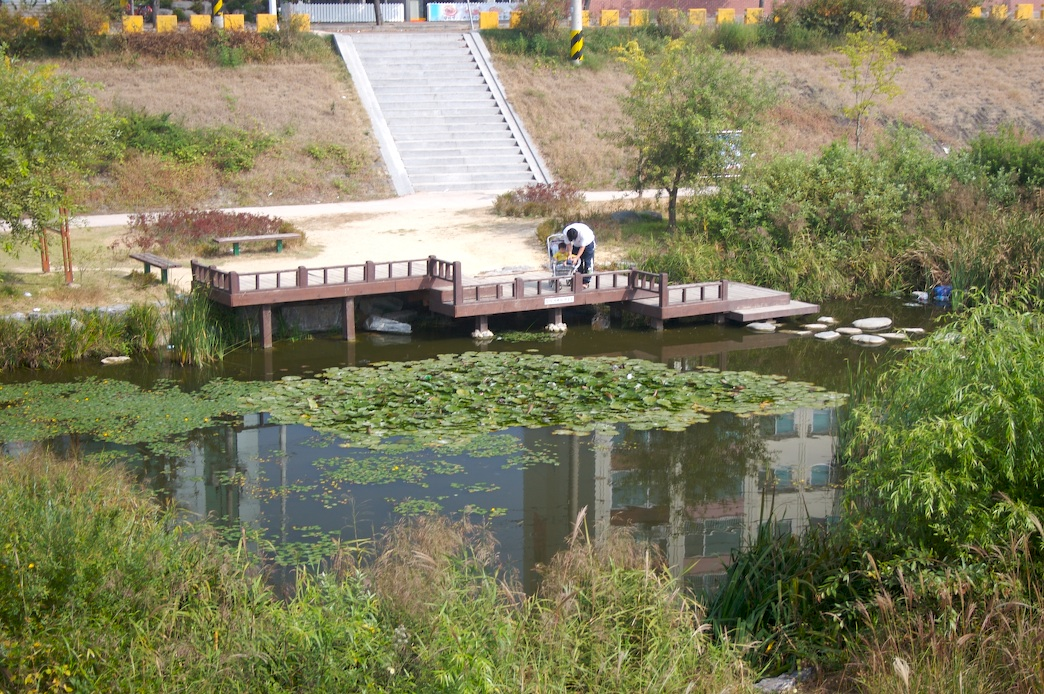
Arroyo Bukcheon en Gyeongju, un afluente del río Hyeongsan
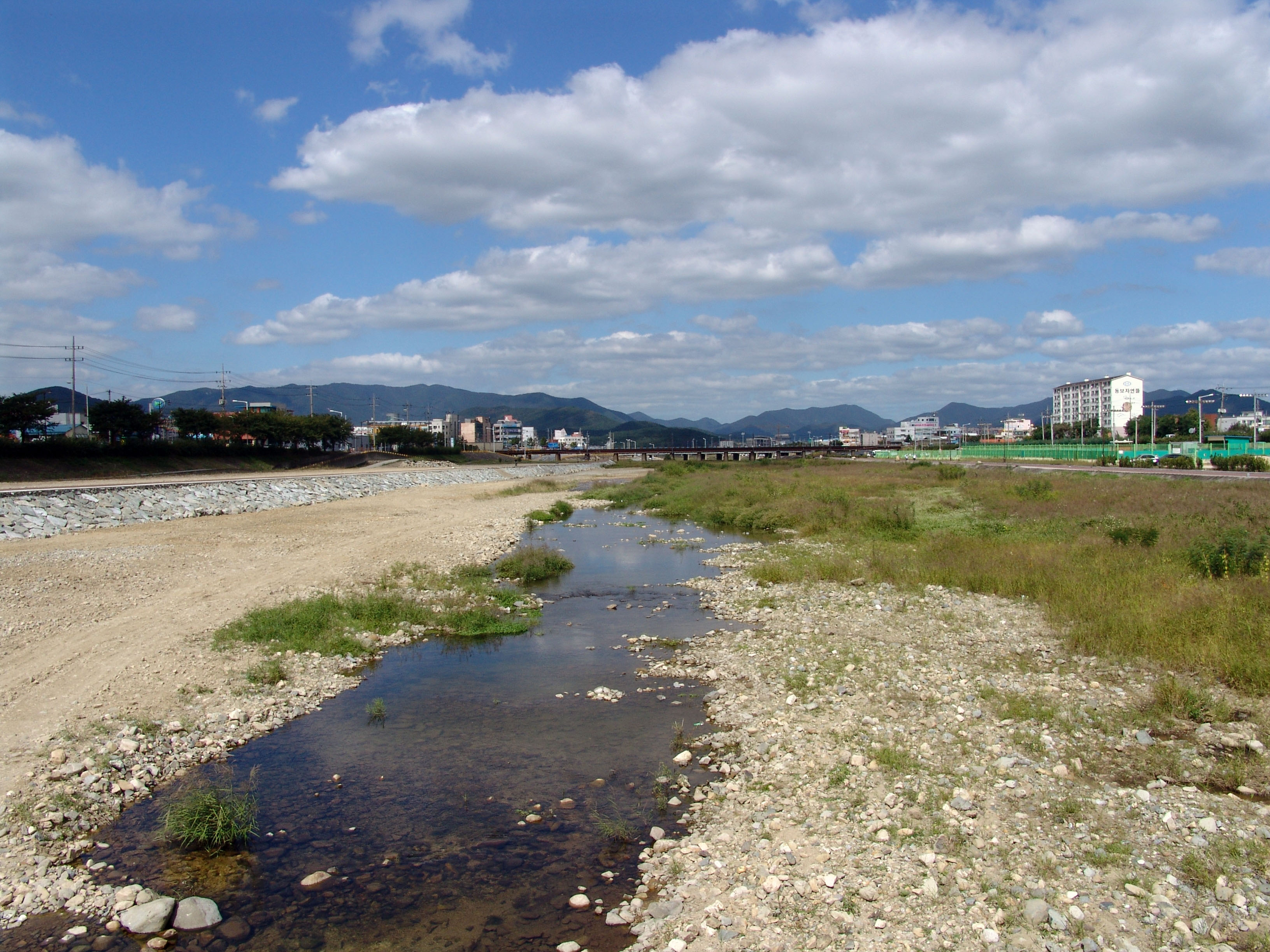
Arroyo Bukcheon desde el puente Subukjamsugyo.